# Новониколаевка (Раздольненский район)
Новоникола́евка (ранее Никола́евка; укр. Новомиколаївка, крымскотат. Novonikolayevka, Новониколаевка) — исчезнувшее село в Раздольненском районе Республики Крым, располагавшееся на юге района, в Каймачинской балке степного Крыма, примерно в 7 километрах южнее современного села Берёзовка, у границы с Сакским районом.

## История
На карте 1836 года, примерно на месте селения, отмечен хутор Бакалак, который в дальнейшем в доступных исторических документах не встречается.
Судя по доступным историческим документам, деревня Николаевка была основана на рубеже 1890-х годов, поскольку впервые встречается На верстовой карте 1890 года, на которой в Николаевке обозначено 9 дворов с русским населением, а по «…Памятной книжке Таврической губернии на 1900 год» в деревне Агайской волости Евпаторийского уезда числилось 54 жителя в 7 дворах. По Статистическому справочнику Таврической губернии. Ч.II-я. Статистический очерк, выпуск пятый Евпаторийский уезд, 1915 год, в деревне Николаевка, она же Бакалак, Агайской волости Евпаторийского уезда числилось 5 дворов (4 двора с землёй, 1 — безземельный) с русским населением в количестве 60 человек приписных жителей, из которых 29 мужчин и 31 женщина. Жители владели 1459 десятинами удобной земли. В хозяйствах имелось 206 лошадей, 50 волов, 21 корова и 850 голов мелкого скота (на километровой карте Генштаба 1941 года Бакалак обозначен примерно в 2 км северо-восточнее).
После установления в Крыму Советской власти, по постановлению Крымревкома от 8 января 1921 года № 206 «Об изменении административных границ» была упразднена волостная система и село вошло в состав Евпаторийского района Евпаторийского уезда, а в 1922 году уезды получили название округов. 11 октября 1923 года, согласно постановлению ВЦИК, в административное деление Крымской АССР были внесены изменения, в результате которых округа были отменены и произошло укрупнение районов — территорию округа включили в Евпаторийский район. Согласно Списку населённых пунктов Крымской АССР по Всесоюзной переписи 17 декабря 1926 года, в селе Ново-Николаевка, Отешского сельсовета Евпаторийского района, числилось 16 дворов, из них 15 крестьянских, население составляло 73 человека, из них 13 русских, 59 украинцев и 1 татарин. После создания 15 сентября 1931 года Фрайдорфского (переименованного в 1944 году в Новосёловский) еврейского национального района Ново-Николаевку включили в его состав.
С 25 июня 1946 года Новониколаевка в составе Крымской области РСФСР. 25 июля 1953 года Новосёловский район был упразднен и село включили в состав Раздольненского. Время включения в Берёзовский сельсовет пока не установлено: на 15 июня 1960 года село уже числилось в его составе. Указом Президиума Верховного Совета УССР «Об укрупнении сельских районов Крымской области», от 30 декабря 1962 года село присоединили к Черноморскому району. 1 января 1965 года, указом Президиума ВС УССР «О внесении изменений в административное районирование УССР — по Крымской области», вновь включили в состав Раздольненского.
Снято с учёта постановлением Крымского облсовета от 18 июля 1989 года, как село Берёзовского сельсовета.